# Limahl
Limahl, pseudonimo di Christopher Hamill (Wigan, 19 dicembre 1958), è un cantante britannico di origine francese.
Inizialmente frontman del gruppo musicale dei Kajagoogoo, molto famosi negli anni ottanta, diventa successivamente solista di discreto successo.
Deve buona parte della sua notorietà alla hit internazionale The NeverEnding Story (composta in collaborazione con Giorgio Moroder), Top 5 in 17 paesi, Numero 1 in 8, brano principale della colonna sonora del film La storia infinita di Wolfgang Petersen tratto dall'omonimo romanzo di Michael Ende. Intraprende la carriera di cantante solista con l'incisione, nel 1980, del suo primo 45 giri. Ha anche avuto qualche esperienza come attore di teatro (cantando e recitando nel musical What a Feeling del 2001).

## I primi anni

### Le prime esperienze
Hamill nasce a Pemberton, nella città metropolitana di Wigan, situata oggi all'interno della vasta area geografico-amministrativa denominata Greater Manchester, all'epoca contea del Lancashire, in una famiglia dai mezzi limitati; sua madre ha avuto quattro figli prima dei 22 anni e, durante l'adolescenza, Hamill dovette svolgere ogni sorta di lavori per potersi permettere di acquistare i primi dischi.
Frequenta la High School di Mesnes, nel distretto di Wigan, prima di entrare nella compagnia teatrale Westcliff Palace Theatre Repertory Company. Dopo aver ottenuto un certo successo in tournée, con lo spettacolo intitolato Joseph and the Amazing Technicolor Dreamcoat, Limahl forma una band punk che dura pochissimo, i Vox Deus. Entra poi nei Crossword, ma li lascia per formare i Brooks, con il cantante Mike Nolan.

### I due singoli come Chris Hamill e la nascita dei Kajagoogoo
Incide poi due 45 giri come Chris Hamill, prima di adottare l'attuale nome d'arte (Limahl è difatti un anagramma del suo cognome anagrafico Hamill), quando viene reclutato dagli altri quattro membri dei Kajagoogoo, che allora si chiamavano Art Nouveau ed erano un gruppo strumentale. Limahl risponde infatti a un annuncio dei musicisti in cerca di «un ragazzo che sappia cantare e che abbia un bell'aspetto».

### Il successo internazionale conToo Shye la defezione di Limahl
Poco dopo essersi formata, la band lancia il suo primo singolo, Too Shy, che sale al primo posto della classifica britannica, all'inizio del 1983. I successivi due singoli Top 15, Ooh to Be Aah e Hang on Now, sono anch'essi, come Too Shy, tratti dal primo album White Feathers, di cui esce anche un VHS/Laserdisc, intitolato White Feathers Tour, che riprende un'esibizione del quintetto all'Hammersmith Odeon di Londra.
Il manager del gruppo convince gli altri membri della band di non avere più bisogno di Limahl, sostenendo che il bassista, corista e compositore Nick Beggs poteva prenderne il posto: in questo modo, le royalty sarebbero state divise per quattro invece che per cinque. Nonostante ci fossero ottimi rapporti con i ragazzi, la giovane età, le gelosie e soprattutto i soldi ebbero la meglio: il cantante viene così licenziato.
Il cantante narra l'accaduto sul suo sito web, sottolineando la rabbia e la delusione per quella che percepì come una pugnalata alle spalle, nonché la frustrazione per non aver potuto collaborare alla stesura del secondo album della band.

## Carriera solista

### 1983/1984 - I primi successi da solista
Uscito dalla band, Limahl si lancia nella carriera solista, con hit più o meno immediate quali "Only for Love", il suo singolo di debutto composto, secondo alcuni con l'aiuto di Beggs, quando era membro dei Kajagoogoo, in vista del secondo album del gruppo.
Il successo arriva con il singolo The NeverEnding Story, tratto dalla colonna sonora del film La storia infinita, composto da Giorgio Moroder sui testi di Keith Forsey e cantato nella versione originale in inglese con Beth Anderson. Nel riadattamento in francese, intitolato The NeverEnding Story (L'Histoire sans fin), Limahl canta insieme ad Ann Calvert il testo tradotto da Pierre-André Dousset.
Il singolo entra nella Top 5 di 17 paesi, in 8 dei quali diventa Numero 1 (nella madrepatria, sale al Numero 4, mentre negli Stati Uniti arriva al Numero 17. In Italia, in Austria e in Germania, raggiunge il Numero 2, mentre diventa Numero 1 in Svezia e in Norvegia). Anche la versione francese entra nella Top Ten in Francia, dove sale fino al Numero 7.
Nel video promozionale per gli Stati Uniti, la parte vocale femminile fu mimata quasi sempre dalla cantante Mandy Newton, già apparsa nel videoclip di Only for Love, che di fatto non la cantò mai davvero, limitandosi ad eseguirne il solo lip-sync. Il brano vanta più di 20 diverse interpretazioni, tra cover, remix, adattamenti o campionamenti.

### Il primo album solista
Il primo album, Don't Suppose, di cui erano già stati pubblicati Only for Love e Too Much Trouble, viene ristampato. Nella nuova edizione viene aggiunta "The NeverEnding Story" e viene eliminata The Greenhouse Effect, traccia che poi ricomparirà, nella versione dal vivo, sul lato B del quarto singolo, Tar Beach, pubblicato, in versione remix, solo in Germania, Austria e Svizzera (raggiungendo il Numero 30 della classifica tedesca).

### 1985/1986 - Il declino in patria e il successo in Europa e Giappone
Da questo momento in poi, la carriera dell'artista incomincerà a perdere colpi nella nativa Gran Bretagna, dove non riuscirà più a piazzare alcun singolo nella UK Top 75, ed oltreoceano. L'ultimo suo brano che riesce ad affacciarsi tra i primi 100 nel Regno Unito è il primo estratto dal secondo album, Love in Your Eyes, che non va oltre il numero 80. In alcuni paesi dell'Europa continentale e in Giappone, Limahl continuerà, in periodi diversi, ad avere un grande successo.

### Colour All My Days
Alla fine degli anni ottanta, sono l'Italia e la Spagna a riservare il maggiore successo al singolo Love in Your Eyes, che raggiunge la posizione numero 22 nella classifica dei più venduti in Italia (è l'unico singolo di Limahl, oltre alla numero 2 The NeverEnding Story, ad essere mai entrato in tale graduatoria) e vince, assieme a brani di altri artisti, l'edizione 1986 del programma tv musicale di Vittorio Salvetti, Azzurro.
L'altro singolo, tratto come il precedente dal secondo 33 giri, Colour All My Days, che arriva al successo in Italia e Spagna è il remix di Inside to Outside (di cui verranno realizzate in séguito due cover: una dalla band tedesca dei Lake, che la inserisce nell'album So What, grande successo locale, e l'altra, grande successo internazionale, dall'artista dance Lady Violet). Sia l'album che i due singoli riscuotono molti consensi nei due paesi, diventando anche popolari successi radiofonici in Italia.

### Il trionfo iberico diColour All My Days
In Spagna il successo dei due singoli porta alla pubblicazione di un terzo e di un quarto singolo, costituiti entrambi dalla title track dell'album, Colour All My Days, uscita in questo formato soltanto in Spagna e pubblicata sia in una nuova versione 7" che in un adattamento cantato in lingua spagnola intitolato No lo pienses más.

### Love Is Blinde il remixToo Shy '92
All'inizio degli anni novanta, la fama di Limahl si sposta in Giappone e si consolida in Germania, con il remix della numero 1 dei Kajagoogoo, intitolato Too Shy '92.
Dal terzo long playing, Love Is Blind, che viene pubblicato soltanto nei suddetti paesi, vengono estratti altri tre 45 giri: la title track Love Is Blind e i due singoli pubblicati come «Bassline featuring Limahl» (uno pseudonimo di copertura), Stop e Maybe This Time (entrambi presenti anche come bonus dub soltanto nella versione giapponese dell'album.

### La crisi e la ripresa
Nel periodo più buio della sua carriera, che si colloca tra l'uscita del suo secondo album solista (1986) e il terzo lavoro a tiratura limitata (1992), prima che venissero rivalutati gli artisti degli anni ottanta, Limahl viene fotografato mentre esce da un ufficio di collocamento. Le immagini vengono pubblicate sul giornale Sunday e la storia evidenziata come la caduta di una grande star.
Quando scoppia il boom della nostalgia per gli anni ottanta e ha inizio il revival del decennio, il cantante incomincia a portare una parrucca arancione, identica all'originale stile della sua acconciatura bicolore dell'epoca dei Kajagoogoo e del primo periodo solista. Riprende ad esibirsi dal vivo, rilanciando sia i suoi successi che quelli cantati con i Kajagoogoo, e sembra riacquistare gran parte della fama di cui godeva in passato.

### La raccolta del 1999
Nel 1999 esce una raccolta che può essere quasi considerata il suo quarto album. Variamente intitolata, a seconda dei paesi. L'album include 2 nuovi brani, Lost in Love e Rhythm of Love, 5 tracce dal terzo album Love Is Blind (3 dei 4 singoli, escluso Stop, più Someone Else e So Far So Good) e 9 vecchi successi, solisti e con il gruppo, interamente riarrangiati e cantati da Limahl.

### L'attribuzione diBig AppleeOnly for Love
Tali 9 successi, sono rappresentati da The NeverEnding Story, Only for Love e i primi 7 singoli dei Kajagoogoo/Kaja, compresi quelli del periodo 1984-1985, originariamente realizzati dalla band senza il cantante. La compilation risulta interessante, portando l'ascoltatore in una specie di universo parallelo, in cui la separazione dei Kajagoogoo sembra non essere mai avvenuta.
La breve biografia riprodotta sul libretto attribuisce, erroneamente, Big Apple a Limahl, contribuendo ad alimentare persistenti voci, secondo le quali questa canzone, arrivata al Numero 8 in UK, unica Top Ten del gruppo senza Limahl, sarebbe stata di fatto composta, prima dello scioglimento, da Beggs insieme allo stesso Limahl. In realtà, lo stesso sembra valere per il singolo del debutto solista di Limahl, Only for Love, a proposito del quale il cantante non ha mai fatto segreto di averlo scritto quando faceva ancora parte dei Kajagoogoo, come uno dei brani del secondo album che non vide mai la luce.

## Limahl e i Kajagoogoo oggi
Nel 2004, Limahl ha partecipato come concorrente al reality show
musicale Comeback, in onda sulla TV tedesca Pro7, arrivando fino alle semifinali, prima di essere eliminato. Un anno dopo è apparso in un altro analogo reality, Hit Me Baby One More Time, della britannica ITV.
Il cantante, oggi dichiaratamente gay, ha convissuto per qualche tempo con il DJ Paul Gambaccini, autore della prima biografia ufficiale dei Kajagoogoo.
L'ultimo singolo di Limahl è Tell Me Why del 2006, accompagnato da un videoclip e dal relativo making of, che ne ripercorre la storia e le riprese video. Tell Me Why, uscito inizialmente solo in Germania, in vari formati su vinile, è stato poi aggiunto alla ristampa del 2007 della compilation di remake e cover, in origine realizzata dal cantante nel 1999.
Dopo una prima temporanea riunione live del quintetto originario dei Kajagoogoo, avvenuta nel 2003, per il programma TV statunitense Bands Reunited, andato in onda su VH1 nel 2004, le offerte di riformare il gruppo in pianta stabile sono state numerose.
Così, nel 2007, si è riformato, tramite Internet, il trio dei Kaja (Nick Beggs, Stuart Croxford Neale e Steve Askew), che ripristinano per l'occasione il nome completo Kajagoogoo. Pubblicano un nuovo singolo di orientamento rock, intitolato Rocket Boy.
All'inizio del 2008, dopo 25 anni di separazione, rientrano nel gruppo sia Limahl che il batterista Jez Strode, ricreando così la formazione storica iniziale che registra il nuovo album di inediti, che esce nel 2009. Viene effettuato un nuovo tour europeo, che inizia nel giugno 2008 in Danimarca, all'Esbjerg Rock Festival, mentre in Germania si tiene un tour di un mese. Ad Esbjerg si esibisce anche la cantante britannica degli anni ottanta Kim Wilde, prodotta per un certo periodo dallo stesso Limahl.

### Il nuovo album e il tour
Il primo concerto in UK dopo la riunione avviene in Scozia, il 30 agosto 2008, al Retrofest di Strathclyde Country Park, in Lanarkshire, evento revival degli anni ottanta organizzato dal nuovo manager della band, Bradley Snelling. Il primo concerto in Inghilterra ha avuto luogo il 10 dicembre del 2008, a Wavendon, presso lo Stables Theatre di Stockwell Lane, in località Milton Keynes, con il supporto della Swing Orchestra, guidata dallo stesso Limahl.

### Il nuovo albumGone to the Moon
Nel 2008 è uscito l'album Gone to the Moon dei Kaja, che avevano già partecipato, come Kajagoogoo, all'edizione del Retrofest del 2007, aprendo l'evento e ottenendo ottimi consensi. Il lavoro contiene, tra gli altri, i due brani già editi su singolo digitale, Rocket Boy e Tears, e tre tracce strumentali. Era consuetudine della band eseguire brani strumentali prima dell'arrivo e dopo la fuoriuscita di Limahl.

### I duetti di Nick e Limahl
Nei concerti che han seguito la riunione, Limahl era il cantante principale, con Nick Beggs ai cori, per quanto riguarda i brani successivi all'uscita di Limahl dalla band, le cui versioni in studio erano cantate da Beggs, le esecuzioni consistono in duetti tra Nick e Limahl, che si dividono sia le parti principali che i cori, a cui partecipano gli altri membri del gruppo. Gli strumenti venivano suonati dagli stessi musicisti di sempre, senza cambiamenti.

## Discografia

### Album con i Kajagoogoo
- 1983 - White Feathers (EMI)

### Singoli con i Kajagoogoo
- 1983 - Too Shy
- 1983 - Ooh to Be Ah
- 1983 - Hang on Now

### Album da solista
- 1984 - Don't Suppose (EMI)
- 1986 - Colour All My Days (EMI)
- 1992 - Love Is Blind

### Singoli da solista/Lati B
da Don't Suppose
- 1983 - Only for Love/O.T.T. (Over The Top)
- 1984 - Too Much Trouble/You've Been Gone for a Little While (Too Much Trouble Reprise)
- 1984 - The NeverEnding Story/Ivory Tower (Instrumental)
- 1984 - The NeverEnding Story (L'histoire sans fin)/The NeverEnding Story (Instr.)
- 1985 - Tar Beach (7" Remix)/The Greenhouse Effect (Live)
- 1986 - Love in Your Eyes/Love Will Tear the Soul
- 1986 - Inside to Outside (Remix)/Shock
- 1986 - Colour All My Days/Love Will Tear the Soul
- 1986 - No lo pienses más/Colour All My Days (7" Version)

da Love Is Blind
- 1992 - Stop (7" Version)/Stop (Instrumental)
- 1992 - Maybe This Time (7" Mix)/Maybe This Time (A capella)
- 1992 - Too Shy '92 (Radio Edit)/Too Shy '92 (A capella Version)
- 1992 - Love Is Blind/Love Is Blind (A capella Version)

da Limahl/The Best of Limahl
- 2002 - Love That Lasts/Lost In Love
- 2006 - Tell Me Why (Radio Edit)/Tell Me Why (Dance Mix)

### Altri singoli
- 1980 - It's Christmas/It's Christmas (Instrumental)
- 1980 - Angel/Goodnight Sleep
- 1995 - Walking in Rhythm
- 1999 - Then Suddenly (Almighty Remix)
- 2004 - Survivor
- 2006 - Too Shy (Club Mix - Extended Version)/Too Shy (Club Mix - Remix)
- 2012 - 1983